# Iseilema minutiflorum
Iseilema minutiflorum är en gräsart som beskrevs av Pieter Jansen. Iseilema minutiflorum ingår i släktet Iseilema och familjen gräs. Inga underarter finns listade i Catalogue of Life.